# Monica Bachmann
Monica Bachmann-Weier (* 17. April 1942 in St. Gallen) ist eine ehemalige Schweizer Springreiterin. Sie gewann zwei Mal die Schweizer Meisterschaft im Springreiten. 1966 wurde sie auf Sandro Schweizer Meisterin. 1970 holte sie den Titel im Sattel ihres Erfolgspferdes Erbach. Die in St. Gallen Lachen aufgewachsene Reiterin debütierte 1958 am damaligen CSI St. Gallen mit einer Sondergenehmigung des Schweizer Pferdesportverbandes an ihrem ersten nationalen Turnier.
Mit Erbach nahm sie auch an Einzel- und Teamspringen an zwei Olympiaden teil. 1968 in Mexiko erreichte sie mit dem Team den 6. Platz und im Einzel den 7. Platz. Vier Jahre später erreichte sie in München mit der Schweizer Mannschaft den 5. Platz. Sie startete für den Verein Elgger Pferdefreunde VEP Elgg, Kanton Zürich.
Ihr Ehemann Paul Weier nahm ebenfalls als Springreiter an den Olympischen Sommerspielen teil.